# Pandèmia de COVID-19 al Senegal
L'arribada de la pandèmia per coronavirus de 2019-2020 al Senegal es confirmà el 2 de març de 2020.
Després del tancament de les escoles i de la prohibició de manifestacions el 14 de març, el govern senegalès va decretar l'estat d'emergència al país el 23 del mateix mes per a mirar de frenar l'expansió de l'epidèmia.
En data del 19 d'abril, Senegal comptava 367 casos confirmats de malalts de Covid-19, 220 persones guarides i 3 morts.

## Cronologia

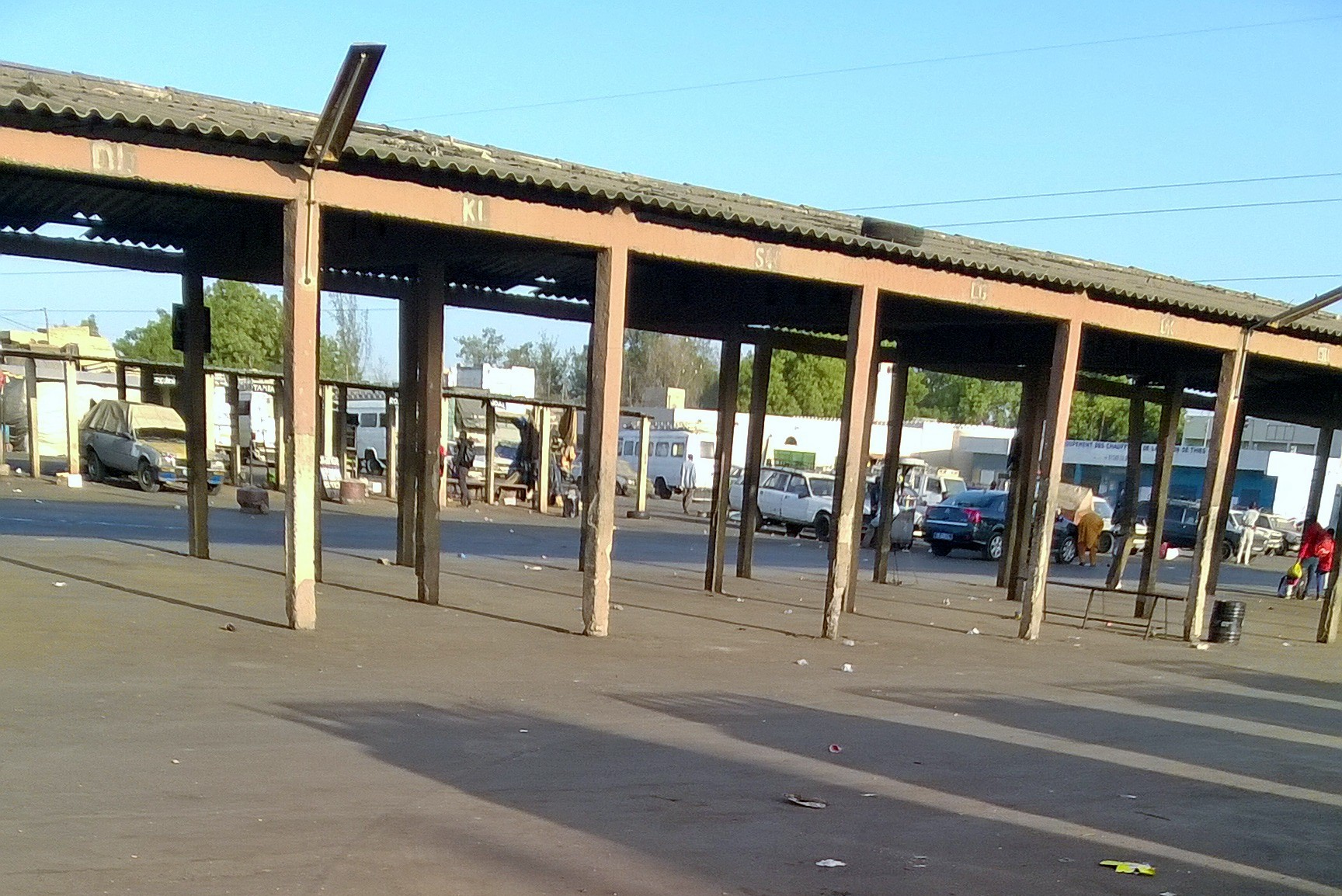
Estació d'autobusos de Thiès, deserta el 26 de març del 2020.

Es constatà el primer cas de contaminació el 2 de març de 2020 amb un ciutadà francès de 54 anys que tornava d'una estada a França, i que va haver de fer aleshores una quarantena.
El 14 de març, el president Macky Sall va anunciar el tancament de les escoles, la prohibició de les manifestacions públiques i fins i tot els esdeveniments previstos el 4 d'abril per a celebrar el seixantè aniversari de la independència del país
El 23 de març, el cap de govern decretà l'estat d'emergència per a tot el país.

## Dades estadístiques
Evolució del nombre de persones infectades amb COVID-19 a Senegal
Evolució dels casos amb Covid-19 a Senegal